# Perseverance
Perseverance, também referido como Percy, é um rover planetário baseado nas configurações do rover Curiosity do Mars Science Laboratory. Desenvolvido pela NASA, foi lançado em 30 de julho de 2020 com destino a Marte. Investigará a astrobiologia, geologia e história de Marte, incluindo a possibilidade do planeta ter sido habitável no passado. Foi anunciado pela agência americana em 4 de dezembro de 2012, na União de Geofísica dos Estados Unidos, em São Francisco. O rover é do tamanho de um carro, com cerca de 3 metros de comprimento (sem incluir o braço), 2,7 metros de largura, 2,2 metros de altura e 1 050 kg. O  veículo era conhecido pelo nome genérico do veículo da missão Mars 2020, mas, em 5 de março de 2020, a NASA revelou o nome escolhido para o veículo espacial. O veículo espacial foi renomeado como Perseverance (lit. Perseverança).
Perseverance possui uma broca capaz de perfurar o solo marciano para recolher amostras e deixá-las na superfície de Marte. Uma missão futura poderia recolher essas amostras e trazer de volta para a Terra para serem estudadas. O lançamento ocorreu em 30 de Julho de 2020, na base de lançamentos Cabo Canaveral, num foguete Atlas V. Àquela data, Terra e Marte estavam em boas posições em relação um ao outro. Para manter os custos e riscos da missão mais baixos possíveis, o projeto foi baseado na missão do Mars Science Laboratory, que pôs Curiosity em Marte.
A missão também oferece oportunidade de adquirir informações e desenvolvimento das tecnologias que poderão ser usadas futuramente para expedições humanas no planeta vermelho.

## Cronograma da missão

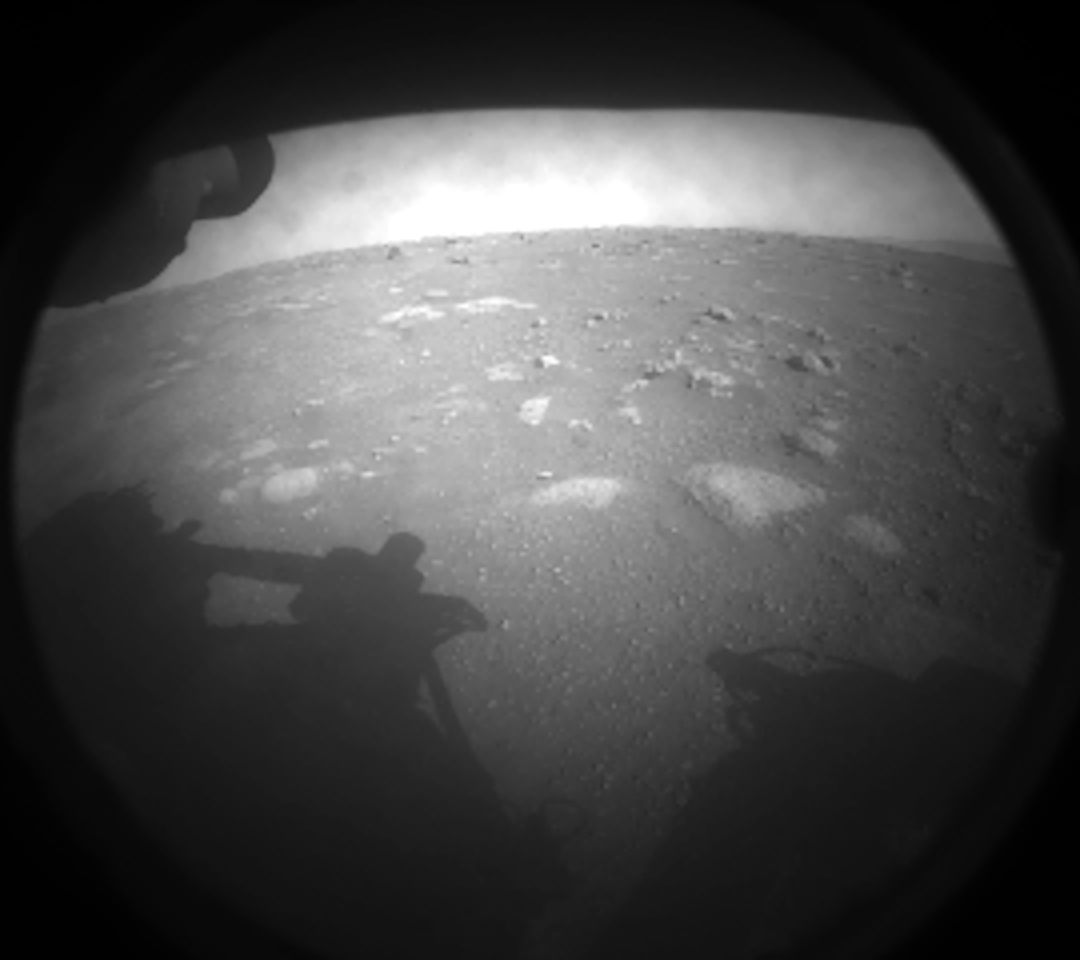
Primeira imagem bruta (câmera frontal esquerda para prevenção de riscos) — pouso em Marte (18 de fevereiro de 2021)

A missão foi lançada a 30 de julho 2020, quando as posições da Terra e de Marte eram ideais para viajar para Marte.
O Perseverance pousou em Marte em 18 de fevereiro de 2021, com uma missão planejada de pelo menos um ano na superfície de Marte (668 sois ou 687 dias terrestres).
O pouso foi bem sucedido, ocorrendo às 17h55min (horário de Brasília). Após o pouso, o Perseverance imediatamente começou a enviar imagens de sua área ao redor, na frente e atrás do rover, usando suas câmeras de prevenção de perigos a bordo.
A primeira imagem mostra um par de pedras de dez centímetros na frente do veículo e dunas em segundo plano.

## História
Apesar do grande sucesso do rover Curiosity pousando em agosto de 2012, o Programa de Exploração de Marte da NASA estava em um estado de incerteza no início da década de 2010. Os cortes no orçamento forçaram a NASA a desistir de uma colaboração planejada com a Agência Espacial Europeia, que incluía uma missão rover. No verão de 2012, um programa que lançava uma missão a Marte a cada dois anos de repente se viu sem nenhuma missão aprovada depois de 2013.
Em 2011, a National Academies of Sciences, Engineering and Medicine elaborou um relatório contendo um conjunto de recomendações feitas pela comunidade científica. Afirmou que a principal prioridade do  programa de exploração planetária da NASA durante 2013 e 2022 deveria ser uma campanha para trazer amostras de Marte, um projeto com três missões para coletar, lançar e devolver com segurança amostras da superfície marciana à Terra. O relatório afirma que a NASA deve investir em um rover de armazenamento de amostras como primeiro passo desse esforço, com o objetivo de manter os custos abaixo de US$ 2,5 bilhões.
Após o sucesso do rover Curiosity e em resposta às recomendações do relatório, a NASA anunciou sua intenção de lançar uma nova missão de um rover a Marte em 2020 na conferência American Geophysical Union em dezembro de 2012.
Embora inicialmente hesitante em se comprometer com múltiplas missões ambiciosas de coleta de amostras, uma equipe convocada pela NASA para o projeto Mars 2020 divulgou um relatório em julho de 2013 mencionando que a missão deveria "selecionar e armazenar um pacote atraente de amostras de forma retornável".

### Projeto

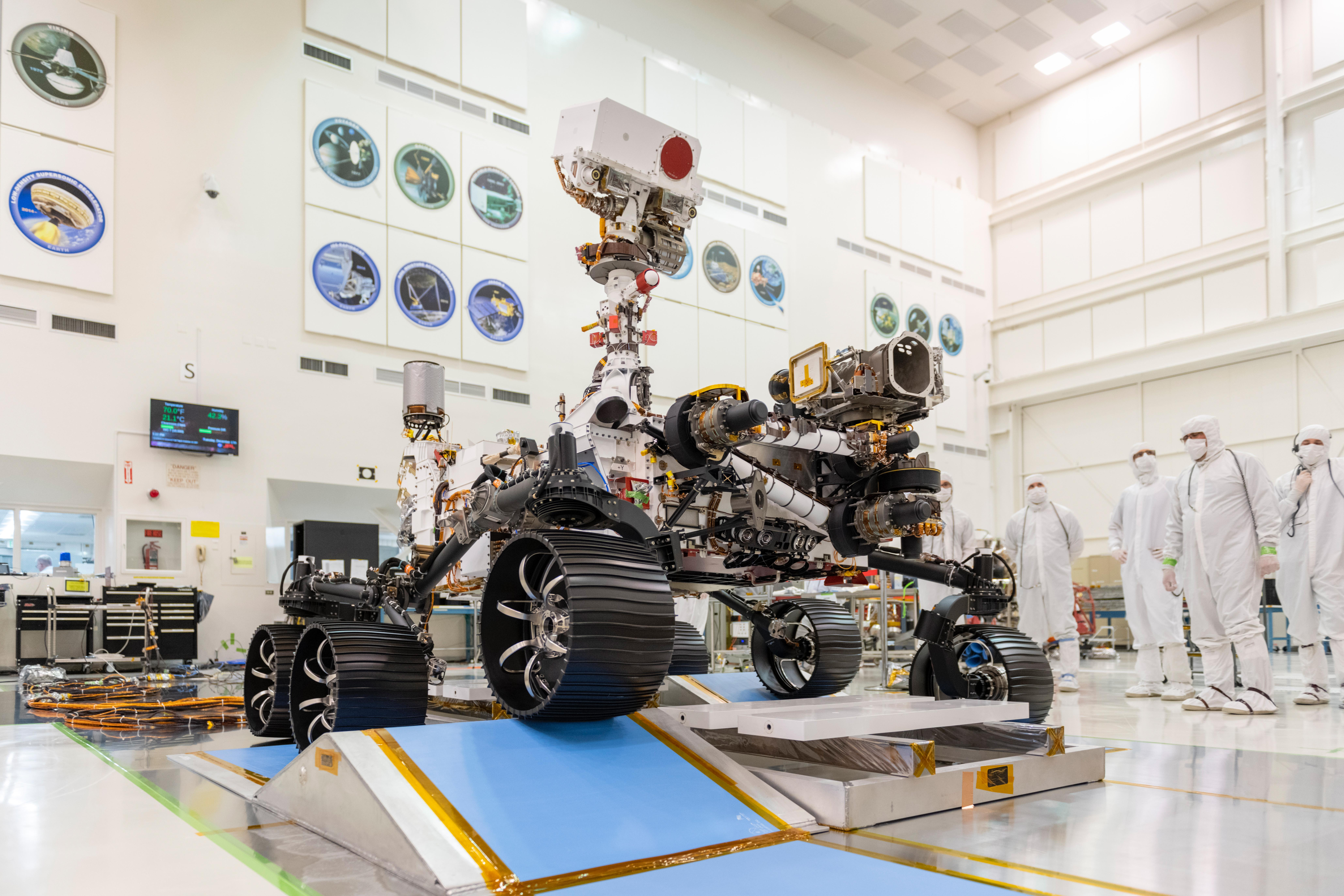
Perseverance no Jet Propulsion Laboratory perto de Pasadena, California

O projeto do rover Perseverance é uma evolução de seu antecessor, o rover Curiosity. Os dois rovers compartilham semelhanças na corpo, sistema de pouso, estágio de cruzeiro e sistema de potência, mas o projeto foi aprimorado de várias maneiras para o Perseverance. Os engenheiros projetaram as rodas do rover para serem mais robustas do que as rodas do Curiosity, que sofreram alguns danos. O Perseverance tem rodas de alumínio mais grossas e duráveis, com largura reduzida e um diâmetro maior (52,5 cm) do que as rodas de 50 cm do Curiosity. As rodas de alumínio são cobertas com presilhas para tração e raios curvos de titânio para suporte elástico. O escudo térmico para o rover foi feito de ablator de fibra de carbono impregnado com fenólico (PICA), para permitir que ele resista a até 1300° C de calor. Assim como o Curiosity, o Perseverance inclui um braço robótico, embora o braço do Perseverance seja mais longo e mais forte, medindo 2,1 m. O braço hospeda um elaborado mecanismo de perfuração de rocha para retirar e armazenar amostras geológicas da superfície marciana em tubos de armazenamento estéreis. Há também um braço secundário escondido abaixo do rover que ajuda a armazenar as amostras menores. Este braço é conhecido como Sample Handling Assembly (SHA) e é responsável por mover as amostras de solo para várias estações dentro do Adaptive Caching Assembly (ACA) na parte inferior do rover. Essas estações incluem avaliação de volume, imagem, dispensa de selo hermético, entre outros. Devido ao pequeno espaço no qual o SHA deve operar, bem como aos requisitos de carga durante as atividades de selagem, o Sample Caching System "é o mecanismo mais complicado e sofisticado que já construímos, testamos e preparamos para voos espaciais".

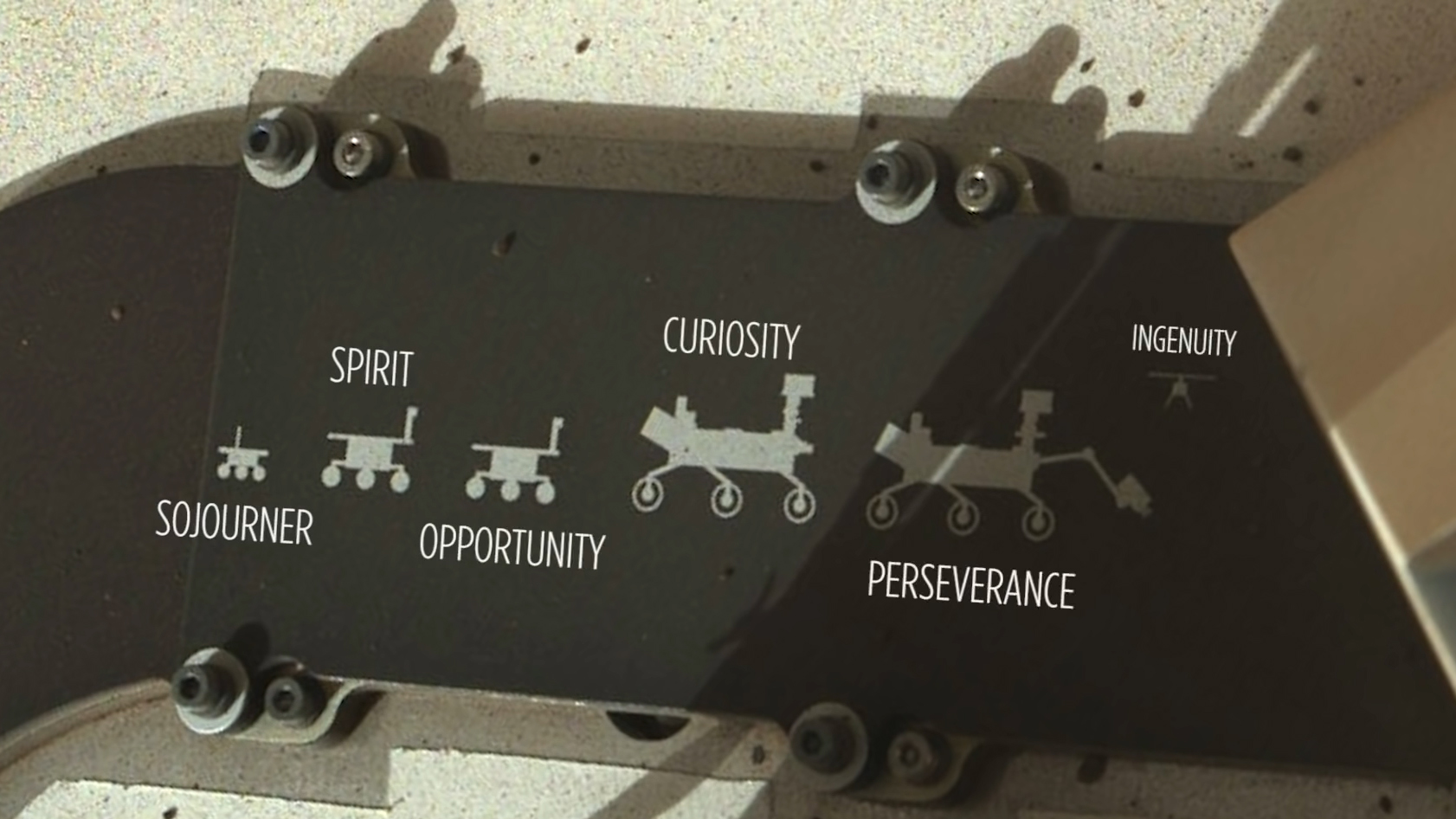
Foto da placa no Perseverance que mostra a família dos astromóveis marcianos da NASA

A combinação de instrumentos maiores, novo sistema de amostragem e armazenamento e rodas modificadas torna o Perseverance mais pesado, pesando 1 025 kg em comparação com o Curiosity que tem 899 kg - um aumento de 14%.
O gerador de energia termoelétrica de radioisótopo (MMRTG) do Perseverance tem uma massa de 45 kg e usa 4,8 kg de óxido de plutônio-238 como fonte de energia. A decadência natural do plutônio-238, que tem meia-vida de 87,7 anos, emite calor que é convertido em eletricidade - aproximadamente 110 watts no lançamento. Isso diminuirá com o tempo, conforme sua fonte de energia decai. O MMRTG carrega duas baterias recarregáveis de íon de lítio que alimentam as atividades do rover e deve ser recarregado periodicamente. Ao contrário dos painéis solares, o MMRTG fornece aos engenheiros flexibilidade significativa na operação dos instrumentos do rover, mesmo à noite, durante tempestades de poeira e durante o inverno.
O computador do rover usa o BAE Systems RAD750 baseado em um microprocessador PowerPC 750 G3 robusto. O computador contém 128 megabytes de DRAM volátil e funciona a 133 MHz. O software de voo roda no sistema operacional VxWorks, é escrito na linguagem de programação C e é capaz de acessar 4 gigabytes de memória não volátil NAND em um cartão separado. O Perseverance conta com três antenas para telemetria, todas retransmitidas por naves atualmente em órbita ao redor de Marte. A antena primária de Ultra High Frequency (UHF) pode enviar dados do rover a uma taxa máxima de dois megabits por segundo. Duas antenas de banda X mais lentas fornecem redundância de comunicações.
O JPL construiu uma cópia do Perseverance que fica na Terra, chamada OPTIMISM (Operational Perseverance Twin for Integration of Mechanisms and Instruments Sent to Mars - Gêmeo operacional do Perseverance para integração de mecanismos e instrumentos enviados a Marte). Ele está localizado no JPL e é usado para testar procedimentos operacionais e para ajudar na resolução de problemas do rover em Marte, caso necessário.

### Helicóptero marcianoIngenuity

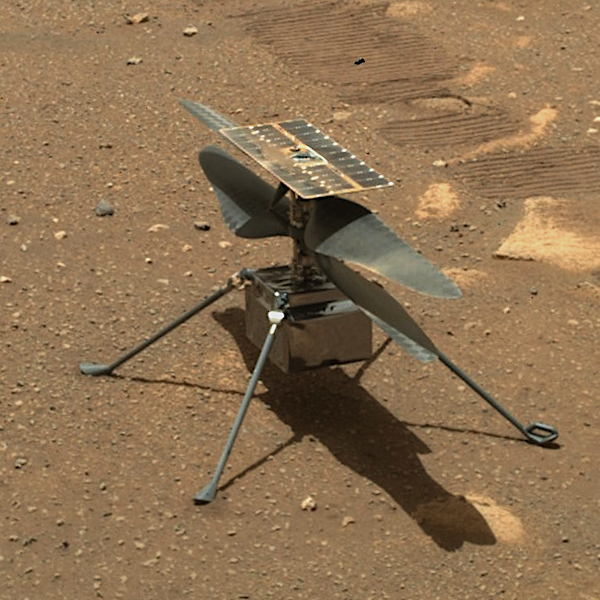
Ingenuity na superfície de Marte

A missão Perseverance também levou consigo um helicóptero experimental chamado Ingenuity. Este helicóptero/drone movido a energia solar tem uma massa de 1,8 kg (4,0 lb). Ele tem a missão de demonstrar estabilidade de voo na atmosfera rarefeita de Marte e de testar o potencial para explorar rotas para o rover. Sua janela de teste experimental de voo foi planejada para 30 dias marcianos (31 dias terrestres). Além de uma câmera, ele não carrega instrumentos científicos. O helicóptero se comunica com a Terra por meio do Perseverance. A primeira decolagem foi tentada no dia 19 de abril de 2021 às 07h15 UTC, com um evento ao vivo na internet três horas depois às 10h15 UTC confirmando o voo. Foi o primeiro voo motorizado em outro corpo celeste.  O Ingenuity já fez outros voos mais ambiciosos, que foram gravados usando câmeras do Perseverance.

### Nome

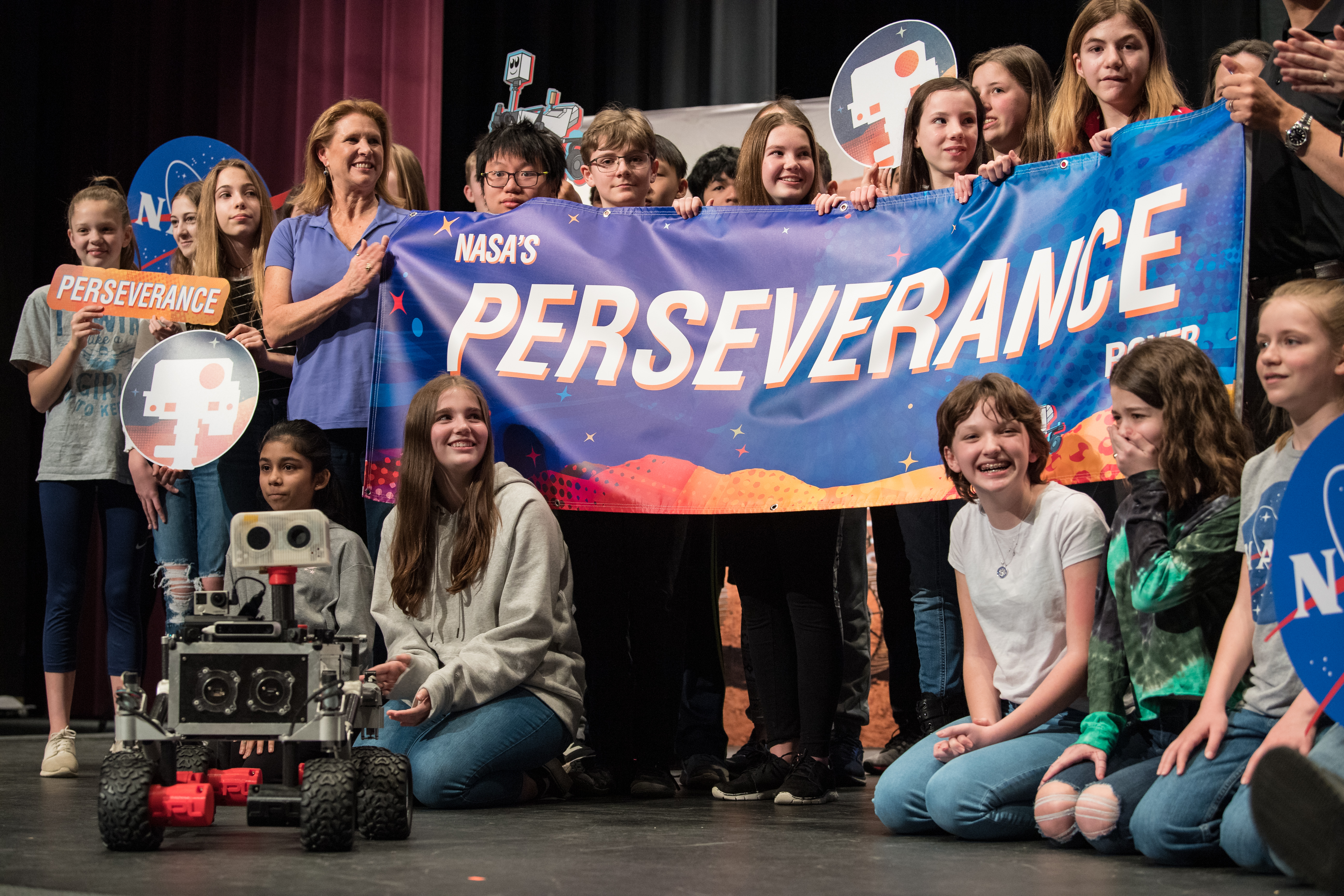
Anúncio do nome oficial do rover, Perseverance, em 5 de março de 2020, na escola secundária Lake Braddock em Burke, Virginia.

O Administrador Associado do Diretório de Missão Científica da NASA, Thomas Zurbuchen, escolheu o nome Perseverance após um concurso nacional de estudantes que atraiu mais de 28 mil propostas. Um aluno da sétima série, Alexander Mather de Virgínia, apresentou o nome vencedor no Laboratório de Propulsão a Jato. Além da honra de nomear o rover, Mather e sua família foram convidados ao Centro Espacial Kennedy da NASA para assistir ao lançamento do rover em julho de 2020 da Estação da Força Aérea de Cabo Canaveral (CCAFS) na Flórida.

### Viagem a Marte
O rover Perseverance decolou com sucesso no dia 30 de julho de 2020, às 11h50min00 UTC a bordo de um veículo de lançamento Atlas V da United Launch Alliance do Complexo de Lançamento Espacial 41, na Estação da Força Aérea de Cabo Canaveral (CCAFS) na Flórida.
Levou cerca de sete meses para viajar até Marte e pousou na cratera de Jezero em 18 de fevereiro de 2021, para iniciar sua fase científica.

### Pouso
O pouso bem-sucedido do Perseverance na cratera de Jezero foi anunciado às 20h55 UTC no dia 18 de fevereiro de 2021,  o sinal de Marte demorou 11 minutos para chegar à Terra. O rover pousou na coordenada 18,4446° N, 77,4509° L em Marte,  aproximadamente 1 km (0,62 mi) a sudeste do centro da elipse planejada para o pouso. Perseverance desceu apontando quase diretamente para o sudeste, com os retro-foguetes na parte traseira do veículo apontando para o noroeste. O estágio de descida ("guindaste do céu"), pára-quedas e escudo térmico pararam a 1,5 km do rover (veja a imagem de satélite). O pouso foi o mais preciso do que qualquer pouso anterior em Marte; um feito possibilitado pela experiência adquirida com o pouso do Curiosity e o uso de uma nova tecnologia de direção.
Uma dessas novas tecnologias é a Navegação Relativa do Terreno, uma técnica na qual o rover compara imagens da superfície tiradas durante sua descida com mapas de referência, permitindo que ele faça ajustes de última hora em seu curso. O rover também usa as imagens para selecionar um local de pouso seguro no último minuto, permitindo que ele pouse em terreno relativamente perigoso. Isso permite que ele pouse muito mais perto de seus objetivos científicos do que as missões anteriores.
O pouso ocorreu no final da tarde, com as primeiras imagens obtidas às 15h53min58 no relógio da missão (hora solar média local).  O pouso ocorreu logo após Marte passar por seu equinócio vernal do norte (Ls = 5,2 °), no início da primavera astronômica, o equivalente ao final de março na Terra.
A abertura do pára-quedas do rover Perseverance foi fotografada pela câmera de alta resolução HiRISE no Mars Reconnaissance Orbiter (MRO).
A cratera de Jezero é uma bacia rica em argilas. Este local foi selecionado como o local de pouso para esta missão em parte porque esse tipo de bacia tende a conter percloratos. O trabalho da astrobióloga Dr. Kennda Lynch em ambientes analógos na Terra sugere que a composição da cratera se mostra um lugar provável para descobrir evidências de micróbios redutores de perclorato, se essas bactérias estiverem vivas ou viviam anteriormente em Marte. 
Poucos dias após o pouso, Perseverance gravou o primeiro áudio gravado na superfície de Marte, capturando o som do vento marciano.

## Exploração de Marte
O rover Perseverance está planejado para visitar as partes inferior e superior do delta de Neretva Vallis que tem idade estimada entre 3,4 a 3,8 bilhões de anos. Também deve explorar as partes lisas e gravadas dos depósitos do chão da cratera de Jezero interpretados como cinzas vulcânicas ou depósitos aéreos eólicos, colocados antes da formação do delta; o rover também planeja examinar a antiga linha costeira coberta por cordilheiras transversais eólias (dunas) e depósitos de destruição de massa e, finalmente, está planejado subir na borda da cratera de Jezero.
Em seu comissionamento e testes progressivos, o Perseverance fez seu primeiro test drive em Marte em 4 de março de 2021. A NASA divulgou fotos dos primeiros rastros de roda do rover em solo marciano.

## Custo

Custos anuais da NASA para o rover Perseverance a respeito do desenvolvimento e missão principal

A NASA tem um orçamento de cerca de US$ 2,75 bilhões no projeto ao longo de 11 anos, incluindo US$ 2,2 bilhões para o desenvolvimento e construção do hardware, US$ 243 milhões para serviços de lançamento e US$ 291 milhões para 2 anos e meio de operações de missão.
Ajustado para a inflação, Perseverance é a sexta missão planetária robótica mais cara da NASA, embora seja mais barata que sua predecessora, Curiosity. Perseverance se beneficiou de hardware sobressalente e designs da missão Curiosity, o que ajudou a reduzir os custos de desenvolvimento e economizou "provavelmente dezenas de milhões, senão 100 milhões de dólares", de acordo com o vice-engenheiro-chefe da Mars 2020, Keith Comeaux.

## Artefatos comemorativos
A campanha "Send Your Name to Mars" da NASA convidou pessoas de todo o mundo a enviar seus nomes para viajar a bordo do próximo veículo espacial da agência até Marte. 10 932 295 nomes foram enviados. Os nomes foram gravados por um feixe de elétrons em três chips de silício do tamanho de uma unha, junto com os ensaios dos 155 finalistas do concurso "Name the Rover" da NASA. O primeiro nome a ser gravado foi "Angel Santos". Os três chips compartilham espaço em uma placa anodizada com um gráfico gravado a laser que representa a Terra, Marte e o Sol. Os raios que emanam do Sol contêm a frase "Explore As One" escrita em código Morse. The plate was then mounted on the rover on 26 March 2020.

### Homenagem aos profissionais de saúde

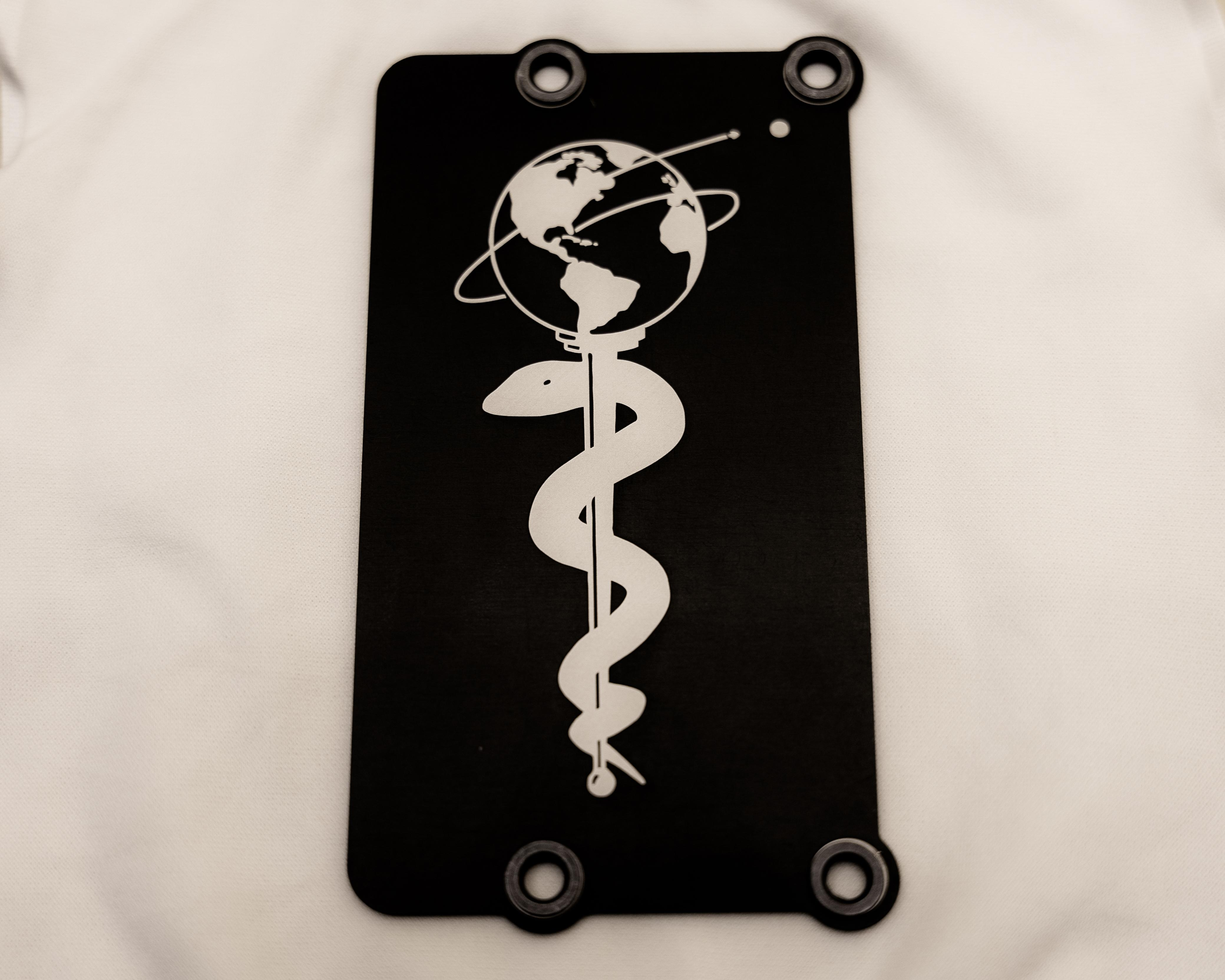
Placa de homenagem aos trabalhadores da saúde vista antes de ser fixada no veículo espacial.

O Perseverance foi lançada durante a pandemia COVID-19, que começou a afetar o planejamento da missão em março de 2020. Para mostrar o apreço pelos profissionais de saúde que ajudaram durante a pandemia, uma placa de 8 cm x 13 cm (3,1 pol x 5,1 pol) com uma equipe - e o símbolo da serpente (um símbolo grego da medicina) foi colocado no veículo espacial. O gerente de projeto, Matt Wallace, disse que espera que as gerações futuras que vão a Marte possam valorizar os profissionais de saúde durante 2020.

## Mensagem codificada no paraquedas

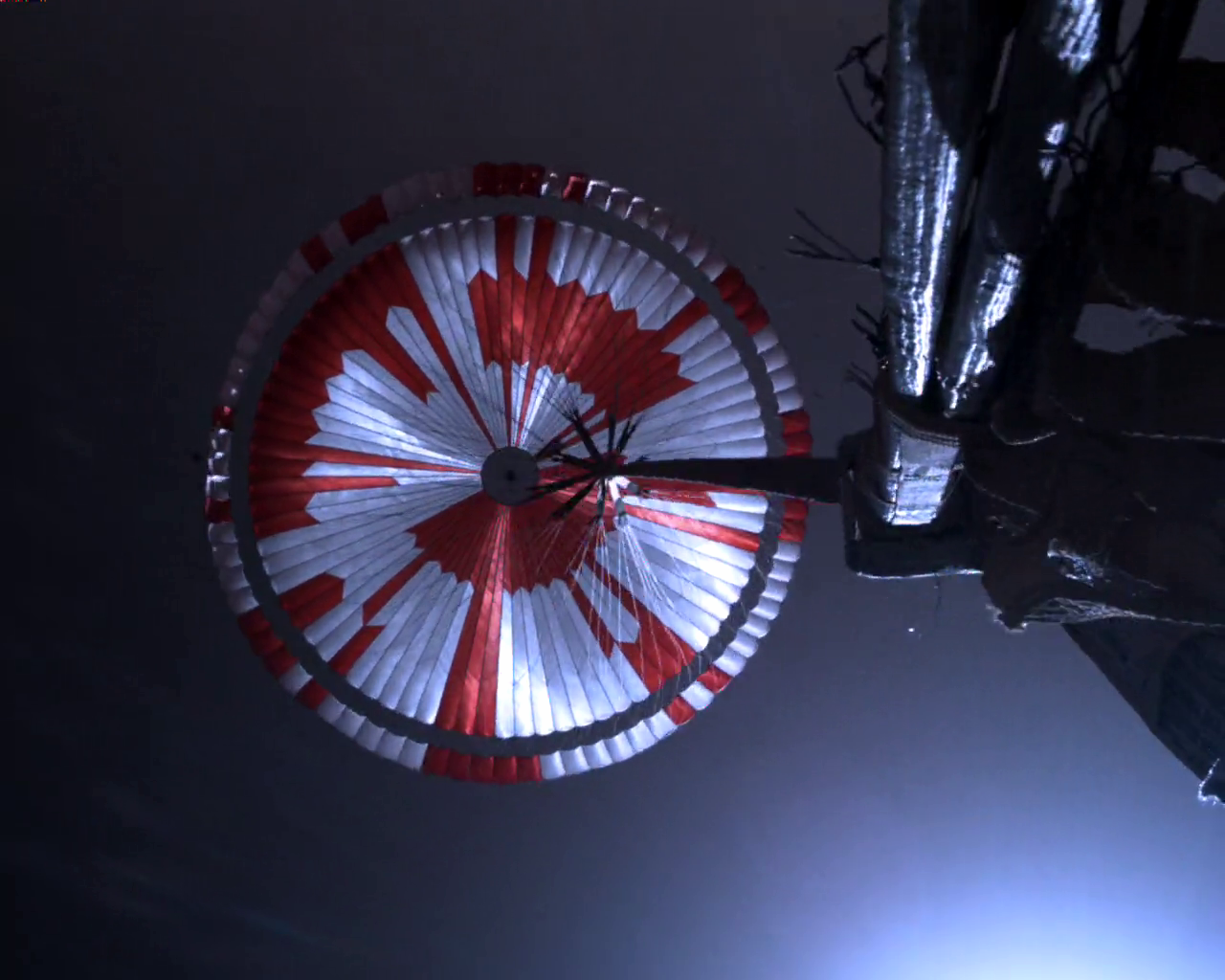
O pára-quedas do Perseverance

O paraquedas laranja e branco usado para desacelerar a entrada na atmosfera e pousar o rover em Marte continha uma mensagem codificada que foi decifrada por usuários do Twitter. O engenheiro de sistemas da NASA, Ian Clark, usou um código binário para ocultar a mensagem "Ouse coisas poderosas" no padrão de cores do paraquedas. O paraquedas de 21 metros de largura consistia em oitenta tiras de tecido que formavam um dossel em forma de hemisfério e cada tira consistia de quatro peças. O Dr. Clark, portanto, tinha 320 peças com as quais codificou a mensagem. Ele também incluiu as coordenadas GPS da sede do Laboratório de Propulsão a Jato em Pasadena, Califórnia (34°11’58" N 118°10’31" W). Clark disse que apenas seis pessoas sabiam da mensagem antes do pouso. O código foi decifrado poucas horas depois que a imagem foi apresentada pela equipe do Perseverance.
"Ouse coisas poderosas" é uma citação atribuída ao presidente dos Estados Unidos de 1901 a 1909, Theodore Roosevelt, e é o lema não-oficial do Laboratório de Propulsão a Jato. O lema adorna muitas das paredes do centro do JPL.

## Galeria
| [ 65 ] |

## Curiosidade
Os membros do público que quiserem enviar seus nomes a Marte nesta missão (Mars 2020) podem obter um cartão de embarque e ter seus nomes gravados em microchips para serem afixados ao rover.